# Abel Bonnard
Abel Bonnard, född 19 december 1883 i Poitiers, död 31 maj 1968 i Madrid, Spanien, var en fransk författare och politiker.
Bonnard studerade vid Sorbonne, debuterade som lyriker med diktsamlingen Les familiers (1906) och utgav sedan diktsamlingarna Les royautés (1908) och La France et ses morts (1919), skrev psykologiska romaner såsom La vie et l'amour (1913) och L'amitié (1928, svensk översättning 1934), utgav ett antal reseskildringar som En Chine (1924), Au Maroc (1927), Océan et Brésil (1929), biografier som La vie amourese d'Henri Beyle (1936) och Saint-François d'Assise samt samtidsbetraktelser som Le drame du présent (1936), Savoir aimer (1937) och Le bouquet du monde (1938). Bonnard blev 1932 medlem av Franska akademien. Han tillhörde under andra världskriget de främsta kollaboratörerna och ingick 1942-1944 i Pierre Lavals regering som undervisningsminister, där han ivrigt gick tyskarnas ärenden. Efter Frankrikes befrielse uteslöts han ur Franska akademien och dömdes till döden in contumaciam, varpå han flydde till Spanien efter att ha beviljats politisk asyl av landets diktator Francisco Franco.